# Maricé Salcedo
María de la Paz (12 de marzo de 1904 en Madrid) y Concepción Casas Roldán (12 de enero de 1908 en Madrid) más conocidas como Maricé Salcedo , fueron unas populares escritoras españolas de más de 20 novelas rosas entre 1945 y 1959, algunas de las cuales fueron traducidas al portugués.

## Biografía
María de la Paz (12 de marzo de 1904) y Concepción Casas Roldán (12 de enero de 1908) nacieron en Madrid, eran hijas del abogado Ramiro Casas y Aguasal, natural de Valladolid y de Concepción Roldán y Salcedo, natural de Cártama. María de la Paz estudió Magisterio, además de publicar novelas en colaboración con su hermana como Maricé Salcedo. 

### Como Maricé Salcedo
- Ella, frente al amor	(1945)
- Niebla en el Cáucaso	(1946)
- Unos labios de mujer…	(1946)
- Pirata de amor	(1948)
- Vienes callando amor…	(1948)
- Caprichos de príncipe	(1949)
- Salomé	(1949)
- Se cierra una puerta	(1949)
- El ángel del cuadro	(1950)
- La copa vacía	(1951)
- Celeste	(1952)
- La vida vuelve	(1952)
- La muchacha del dólar	(1953)
- No quiero un reino	(1953)
- Pasos sobre el mar	(1954)
- Tengo un secreto	(1954)
- Adán, Eva y la serpiente	(1955)
- A bordo viaja el amor	(1956)
- Los hombres la amaron	(1956)
- Noche de Reyes	(1957)
- Sucedió en Italia	(1957)
- Ojos azules	(1959)